# Arnold Mortier
Pour les articles homonymes, voir Mortier.

Arnold Mortier, né Arnold Mortje le 10 janvier 1843 à Amsterdam et mort le 2 janvier 1885 à Croissy-sur-Seine,, est un journaliste, auteur dramatique et librettiste français.
Il est l'oncle des journalistes et écrivains Pierre Mortier et Alfred Mortier.

## Biographie
Fils de commerçants hollandais arrivé à Paris, tout jeune, avec ses parents, Mortier proposa, vers 1865, dans les dernières années de l’Empire, sans succès ses articles de rédaction en rédaction. Comme les grands journaux ne voulaient pas de lui, il persévéra en allant frapper à la porte des petits, où on ne payait guère, et souvent même en bonnes paroles seulement. Se rendant compte des difficultés que son origine pourrait apporter à sa carrière, il francisa son nom de « Mortje » en « Mortier » et finit par fonder des journaux avec des imprimeurs qui faisaient alors crédit. »
Avec Barbey d’Aurevilly, Gaston Jollivet et d’autres, il inventa la Veilleuse, recueil littéraire bientôt disparu. Ensuite, il écrivit dans la Galette de Paris, dont le commanditaire s’appelait Burenu, un financier qui eut son heure et qui finit mal. La Galette de Paris ne dura que quelques mois. Ayant fait la connaissance de Gregori Ganesco, un Roumain qui traversa la presse parisienne, devint presque un homme célèbre, se fit nommer conseiller général de Seine-et-Oise avant de disparaitre, celui-ci prit Mortier en amitié, en fit le secrétaire de la rédaction du Nain jaune, dont il était alors directeur. Lorsque la chance tourna, Ganesco sombra, et Mortier se retrouva sur le pavé de Paris.
Edmond Tarbé et Henry de Pène venaient de fonder Le Gaulois. Les échos, rédigés d’abord par « Octave de Parisis », un pseudonyme qui a fait son chemin, puis par Edgar Rodrigues, lui furent confiés. Il n’était pas riche,  mais les mauvais jours étaient passés. Il avait pris sa place qu’il ne devait plus quitter. Jusqu’en 1870, il fut le « Domino » du Gaulois, apportant dans son travail un soin, une minutie, une observation, un tact, un esprit bientôt appréciés.
Il a également inauguré ce qui est devenu, par la suite et partout, la « Soirée parisienne », genre dont il fut l’inventeur. Après chaque première représentation un peu importante, il faisait un article de fantaisie, sur la composition de la salle, sur les incidents de la soirée, sur les détails ds la mise en scène, il y joignait les anecdotes d’actualité et faisait, en un mot, là physionomie d’un théâtre regardé par devant et par derrière le rideau. C’était inédit, c’était amusant, c’était intéressant le succès fut considérable. À partir de ce moment, Mortier était classé parmi les journalistes que le public aimait et connaissait. Avant cela, ses chroniques, pour être consciencieusement faites, charpentées suivant les règles les plus strictes de la rhétorique, souvent bien chevillées, manquaient de sens du public.
Lors de la guerre de 1870, sans cesser sa collaboration au Gaulois, bien qu’étranger, il voulut prendre sa part des dangers de sa patrie adoptive en s’engageant dans le corps des Amis de la France. Après la Commune, il entrait au Figaro, où il devait rester. Il y écrivit d’abord, en collaboration avec Armand Gouzien, le compte rendu fantaisiste des premières représentations. Ils s’étaient partagé un pseudonyme, et signaient « Frou-Prou ».
Il est le fondateur, en 1871, du journal satitique "Le Grelot".
Le jour où Villemessant le fit entrer au Figaro, en 1873, pour créer ses « Soirées mondaines », que, par la suite, tout le monde s’est mis à lui prendre sans pouvoir l’égaler jamais, s’est senti entrainé par son sujet, et il y a été forcément débordant d’imagination, d’esprit. C’est de cette période de sa vie d’écrivain que date une renommée qui n’a été interrompue par sa mort prématurée, à 44 ans. Ses articles furent tellement goutés que, d’accidentels, Villemessant les rendit quotidiens ; ils devinrent, sous la direction de Mortier seul, les « Soirées parisiennes », et la réputation du « Monsieur de l’orchestre s’établit ».
Le pauvre petit jeune homme d’autrefois était désormais une puissance, avec laquelle auteurs, artistes et directeurs comptaient ; Mortier était arrivé à son but et, pendant treize ans, il resta sur la brèche de l’article quotidien, dépensant activité, intelligence et travail, pour écrire tous les jours un article sur des événements qui se reproduisent continuellement et ne présentent plus rien de nouveau au bout d’un certain temps. Mortier suffit à cette tâche, il sut varier ses effets dans un cadre restreint, il accomplit ce tour de force de conserver la faveur du public en lui répétant chaque soir la même chose. Il avait l’art de donner du relief aux moindres événements de coulisses, il savait relever par un tour particulier les choses les plus banales, il extirpait une observation humoristique des faits les plus rebattus. 
Entre-temps, il faisait du théâtre, où il était également fort apprécié. Le nombre de pièces qu’il a faites, seul ou en collaboration, est considérable ; toutes ont connu le succès et le retentissement. Un grand nombre des bons mots de ces joyeuses comédies sont passés dans la langue de la foule.  La première fut le Voyage dans la Lune, puis le Train de plaisir. À l’Opéra, il a cosigné le livret de l’opéra-bouffe Le Docteur Ox de Jacques Offenbach, créé en 1877.
La fortune venue, Mortier, désormais riche, avait pu réaliser ses rêves, et s’était fait bâtir une maison de campagne à Bougival. Au milieu de son parc, il avait une salle de spectacle où tous ceux ayant un nom dans le monde des théâtres tenaient à se faire applaudir. Cependant, malade, il faisait avec ceux de ses amis qui allaient le voir à Bougival, des projets et des combinaisons d’avenir, et croyait à un prochain rétablissement avec du repos. Au cimetière de Montmartre, où il a été inhumé, après les dernières prières récitées par le rabbin Zadoc Kahn, plusieurs discours ont été prononcés par Georges Ohnet, pour la Société des auteurs, Arsène Houssaye, au nom de la Société des gens de lettres, et Halanzier, pour la Société des artistes.

## Publications
- Les Soirées parisiennes : par un monsieur de l'orchestre, Paris, Édouard Dentu, 1885, 10 vol. in-12 (OCLC 562455198, lire en ligne).